# 2005年臺灣中小企業銀行罷工事件
2005年臺灣中小企業銀行罷工事件，是2005年由臺灣中小企業銀行（通常簡稱台灣企銀或台企銀）產業工會發動的罷工事件，也是台灣經濟史上第一起金融業罷工事件。一般認為，此一罷工事件是造成台灣企銀標售案流標的原因之一。
在二次金改期間，為了進行金融機構整併，陳水扁政府有意標售台灣企銀。台灣企銀產業工會為了維護工作權，在勞資爭議調解失敗後，決定進行罷工。
2005年8月27日，台灣企銀產業工會舉行臨時會員大會，在總計4500名會員中，有3619人投票，其中3467票贊成罷工；同，台灣企銀產業工會舉行「反合併、要專業」大遊行，提出「反對公股以換股方式規避立法院監督、反對在《銀行法》第96條未修改前就提出合併案、反對在團體協約簽訂前就執行合併案」三項訴求。
2005年9月8日，台灣企銀產業工會於總行大門開始罷工，並於罷工期間分成北中南三處集結，以表達訴求。

## 後續影響
2005年9月9日，台灣企銀標售案結標，只有玉山金控、富邦金控與兆豐金控投標，但台灣企銀董事長鍾甦生在總行大門向抗爭員工宣布標售案「沒有結果」，引起各界譁然。2005年9月13日下午，台灣企銀產業工會宣佈，暫停持續共4天的罷工。
2005年9月14日晚上，中華民國財政部部長林全召開記者會，宣佈台灣企銀標售案流標；並認為台灣企銀產業工會不斷提出新的要求，造成潛在買方放棄出價，是流標主因之一。2005年9月16日，鍾甦生因台灣企銀標售案流標而請辭。
同樣受到二次金改影響的多家公股銀行工會也陸續在此事件發售後完成罷工投票，包括第一商業銀行、中國國際商業銀行（2005年11月第一銀行與中國商銀同時投票通過）、台北國際商業銀行（2006年1月投票通過）、台中商業銀行（2006年3月投票通過）以及華僑商業銀行（2006年5月投票通過）等，但除了台灣企銀之外均未進行實質罷工。
可能受到罷工及合併案流標影響，台灣企銀在罷工後的兩周內宣稱存款量流失了約新台幣30億元。